# Chaeyeon
Lee Chae-yeon (koreanska: 이채연), känd mononymt som Chaeyeon, född 11 januari 2000 i Yongin, är en sydkoreansk sångerska, dansare, rappare och låtskrivare. Hon är känd som en tidigare medlem i tjejgruppen Iz*One. Chaeyeon inledde sin solokarriär med EP:n Hush Rush den 12 oktober 2022.

## Tidiga år
Chaeyeon föddes den 11 januari 2000 i Yongin, Sydkorea. Hon studerade vid Seocheon High School och tog examen i februari 2020. Hon har två yngre systrar, Chaeryeong från Itzy och Lee Chae-min.

## Diskografi

### EP
- Hush Rush (2022)
- Over the Moon (2023)
- Showdown (2024)

### Singelalbum
- The Move: Street (2023)